# Гіднорові
Гіднорові (Hydnoraceae) — родина паразитичних квіткових рослин порядку Piperales. Згідно з системою APG III, гіднорові це підродина у родині хвилівникові (Aristolochiaceae).

## Класифікація
Родина включає 2 роди та 10 видів:
- Prosopanche (4 види) — Центральна та Південна Америка;
- Hydnora (6 видів) — Африка, Мадагаскар, Аравійський півострів.

## Екологія
Представники роду Hydnora паразитують на коренях різних рослин, зокрема на таких, як акація, молочай, котиледон, парнолистник, альбіція тощо. Prosopanche паразитують на коренях бобових (особливо на коренях видів роду Prosopis, звідки і пішла назва роду).

## Опис
Одна з характерних особливостей гіднорових полягає в тому, що вони живуть і розвиваються поза рослин-господарів, отримуючи від них поживні речовини лише при посередництві присосок (гаусторій).
Гіднорові абсолютно позбавлені листя, навіть рудиментарного.

### Коріння
У місці проникнення проростка паразита тканина кореня рослини-господаря значно розростається, створюючи великі можливості для отримання паразитом поживних речовин. У тканинах проростка-паразита, які прилягають до ураженого кореня господаря, виникають численні корневищеподібні утворення.
Ці утворення, на відміну від справжніх кореневищ, не є членистими і мають чохликоподобную тканину. Її завдання захищати точку росту утворень паразита. Тому ці утворення вважаються особливим типом спеціалізованих коренів.
Назва цього своєрідного органу — ризоматоїд. Ці корені поширюються в ґрунті горизонтально в різних напрямках і служать для пошуку коренів нових рослин-господарів, а також живильною базою для квіток. Від них же, виникаючи ендогенно, відходять особливого виду короткі корінці, які утворюють нові присоски, якщо їм вдається увійти в зіткнення з корінням рослини-господаря.

### Квіти
У різних ділянках напрямних коренів з'являються квітки. Квіткові бруньки виникають ендогенно і ростуть в напрямку поверхні ґрунту, де і розкриваються. Вони підносяться над ґрунтом не більше ніж на довжину оцвітини.
Квітки гіднорових досить великі, поодинокі, майже сидячі, двостатеві, безпелюсткові. А те що зазвичай видно на поверхні ґрунту і називається «квіткою», є не що інше як, дуже товста, м'ясиста чашечка. Частки чашечки є м'ясистими утвореннями з грубою, коричневою поверхнею і яскраво забарвленою серединою. Внутрішня поверхня частин квітки у різних видів змінює забарвлення від чисто-білого або рожевого до яскраво-червоного.
Розкриття квіток гіднорових відбувається досить оригінально. М'ясисті частки чашечки часто розходяться в середній і нижній їх частині, залишаючись з'єднаними у вершині квітки і створюючи можливість запилювачам-жукам легко проникати в квітки прямо з поверхні ґрунту. Розкрившись, квітка випускає гнильний запах.
Такі особливості забарвлення і будови, як і запах квіток, служать для залучення жуків, які харчуються падаллю.
Жуки, забираючись в квітки, повзають в них, особливо в їх нижній частині, де розташовані репродуктивні органи рослини, сприяючи їх запиленню. Нерідко самки жуків не тільки знаходять в квітках їжу, але і відкладають там яйця.

### Плоди і насіння
Плоди гіднорових досить масивні і м'ясисті, більш-менш ягодоподібні. У них майже дерев'янистий зовнішній шар.
Плоди гіднорових охоче поїдають різні тварини. Так, плодами гіднори живляться бабуїни, шакали, лисиці, їжатці. Плоди прозопанхе активно поїдають американські броненосці і, ймовірно, деякі інші тварини.
Жителі Африки — бушмени, сомалійці та інші також охоче використовують плоди гіднорових в їжу.
Плодами прозопанхе харчуються аргентинські індіанці, які споживають їх як в сирому, так і в смаженому вигляді.
На Мадагаскарі плоди гіднори вважаються одними з кращих місцевих плодів. На Мадагаскарі місцеві жителі також використовують квітки і коріння гіднори для лікування серцевих хвороб.
Насіння у гіндорових численне. Наприклад, у прозопанхе американської в одному плоді міститься близько 35000 насінин. Вони дрібні, з маленьким недиференційованим зародком, оточеним рясним ендоспермом і периспермом.